# Canton de Sillé-le-Guillaume
Le canton de Sillé-le-Guillaume est une division administrative française située dans le département de la Sarthe et la région Pays de la Loire. À la suite du redécoupage cantonal de 2014, les limites territoriales du canton sont remaniées. Le nombre de communes du canton passe de 10 à 50.

## Géographie
Ce canton est organisé autour de Sillé-le-Guillaume dans l'arrondissement de Mamers. Son altitude varie de 86 m (Crissé) à 302 m (Rouessé-Vassé) pour une altitude moyenne de 158 m.

## Histoire
Le 1er janvier 2019, les communes de Coulombiers, Fresnay-sur-Sarthe (commune déléguée) et Saint-Germain-sur-Sarthe fusionnent pour former la commune nouvelle de Fresnay-sur-Sarthe. Le nombre des communes est alors de 48.

## Représentation

### Conseillers d'arrondissement (de 1833 à 1940)
Le canton de Sillé appartenait à l'arrondissement du Mans jusqu'en 2006.
| Période                                  | Période      | Identité                                  | Étiquette       | Qualité |
| ---------------------------------------- | ------------ | ----------------------------------------- | --------------- | --- |
| 1833                                     |              | Jean François Charles Vincent Courveaulle |                 | Maire de Sillé-le-Guillaume                                                                                 |
|                                          |              |                                           |                 | |
|                                          | 1899 (décès) | Pierre-Auguste Soubre (1831-1899)         |                 | Propriétaire, maire de Rouez-en-Champagne                                                                   |
| 30 avr. 1899                             |              |                                           |                 | |
|                                          |              |                                           |                 | |
| 1919                                     | 1940         | M. Bourdin                                | Union nationale | |
| 1940                                     |              |                                           |                 | Les conseils d'arrondissement ont été suspendus par la loi du 12 octobre 1940 et n'ont jamais été réactivés |
| Les données manquantes sont à compléter. |              |                                           |                 | |

### Conseillers généraux de 1833 à 2015
| Période | Période      | Identité                                                                 | Étiquette                       | Qualité                                                                                                 |
| ------- | ------------ | ------------------------------------------------------------------------ | ------------------------------- | --- |
| 1833    | 1841 (décès) | Jean-Louis Fournier                                                      | Centre gauche puis Conservateur | Propriétaire à Rouessé-Vassé Député (1830-1834)                                                         |
| 1841    | 1867         | Arsène Charles Provost                                                   |                                 | Propriétaire à Saint-Rémy-de-Sillé, juge de paix à Sillé-le-Guillaume                                   |
| 1867    | 1871         | Eugène Philippe Marie Joseph Vicomte de Dreux-Brézé (1827-1894)          |                                 | Propriétaire du château de Lucazière, à Mont-Saint-Jean                                                 |
| 1871    | 1877         | Jules Louis Alfred Dobremer (1810-1894)                                  | Républicain                     | Ancien chef d'escadron au 8e régiment d'artillerie, propriétaire au Mans                                |
| 1877    | 1888 (décès) | Pierre Jacques François Champion                                         | Droite                          | Propriétaire à Sillé-le-Guillaume                                                                       |
| 1888    | 1912 (décès) | Comte Joseph Adhémar Henri de Cumont                                     | Droite                          | Propriétaire du château de l'Hôpitau Maire de Crissé                                                    |
| 1913    | 1919         | François Legrou                                                          |                                 | Notaire honoraire, propriétaire à Rouez                                                                 |
| 1919    | 1940         | Vicomte Robert de Dreux-Brézé (1863-1942) (fils d'Eugène de Dreux-Brézé) | URD-PSF                         | Propriétaire du château de la Lucazière Maire de Mont-Saint-Jean (1893-1942)                            |
|         |              |                                                                          |                                 | |
| 1943    | 1945         | Émile Foucault                                                           | ?                               | Maire de Saint-Rémy-de-Sillé Nommé conseiller départemental en 1943                                     |
|         |              |                                                                          |                                 | |
| 1945    | 1951         | Robert Touzard                                                           | MRP                             | Médecin à Sillé-le-Guillaume                                                                            |
| 1951    | 1970         | Clément Veau (1903-1991)                                                 | MRP puis DVD                    | Cultivateur Maire de Rouez                                                                              |
| 1970    | 1975 (décès) | Ernest Chevreuil                                                         | DVD                             | Agriculteur Maire de Sillé-le-Guillaume (1968-1975)                                                     |
| 1976    | 1988         | Gérard Chasseguet                                                        | UDR puis RPR                    | Ancien sous-préfet Député (1973-1993) Maire de Sillé-le-Guillaume (1975-1988)                           |
| 1988    | 2015         | Michel Quillet                                                           | PRG - DVG                       | Instituteur retraité Maire de Rouessé-Vassé (1971-2014) Président de la CC du Pays de Sillé (1995-2008) |

Le canton participe à l'élection du député de la première circonscription de la Sarthe.

### Conseillers départementaux à partir de 2015
| Période élective | Période élective | Mandat | Mandat   | Identité                  | Nuance | Nuance | Qualité |
| ---------------- | ---------------- | ------ | -------- | ------------------------- | ------ | ------ | --- |
| 2015             | 2021             | 2015   | 2021     | Gérard Galpin             |        | LR     | Cadre France Télévisions, maire de Sillé-le-Guillaume |
| 2015             | 2021             | 2015   | 2021     | Fabienne Labrette-Ménager |        | LR     | Administratrice de société, députée (2007-2012), conseillère régionale, maire de Fresnay-sur-Sarthe depuis 2014, conseillère générale du canton de Fresnay-sur-Sarthe (2001-2015), 5e vice-présidente du conseil départemental, ancienne secrétaire départementale de LR |
| 2021             | 2028             | 2021   | en cours | Gérard Galpin             |        | LR     | Maire de Sillé-le-Guillaume (2014 → ) |
| 2021             | 2028             | 2021   | en cours | Fabienne Labrette Ménager |        | LR     | Maire de Fresnay-sur-Sarthe (2014 → ), 7e vice-présidente du conseil départemental |

### Résultats détaillés

#### Élections de mars 2015
À l'issue du 1er tour des élections départementales de 2015, deux binômes sont en ballottage : Gérard Galpin et Fabienne Labrette-Ménager (UMP, 46,17 %) et Josiane Bernard et François-Xavier Guilloteau (FN, 30,53 %). Le taux de participation est de 52,63 % (11 891 votants sur 22 594 inscrits) contre 49,74 % au niveau départemental et 50,17 % au niveau national.
Au second tour, Gérard Galpin et Fabienne Labrette-Ménager (UMP) sont élus avec 64,51 % des suffrages exprimés et un taux de participation de 53,51 % (6 896 voix pour 12 088 votants et 22 590 inscrits).

#### Élections de juin 2021
Le premier tour des élections départementales de 2021 est marqué par un très faible taux de participation (33,26 % au niveau national). Dans le canton de Sillé-le-Guillaume, ce taux de participation est de 33,66 % (7 567 votants sur 22 484 inscrits) contre 29,78 % au niveau départemental. À l'issue de ce premier tour, deux binômes sont en ballottage : Gérard Galpin et Fabienne Labrette Ménager (LR, 44,03 %) et Dylan Bénaud et Lea Duval (Union à gauche, 19,57 %).
Le second tour des élections est marqué une nouvelle fois par une abstention massive équivalente au premier tour. Les taux de participation sont de 34,36 % au niveau national, 30,67 % dans le département et 34,11 % dans le canton de Sillé-le-Guillaume. Gérard Galpin et Fabienne Labrette Ménager (LR) sont élus avec 63,19 % des suffrages exprimés (4 514 voix pour 7 672 votants et 22 490 inscrits),,.

## Composition

### Composition avant 2015

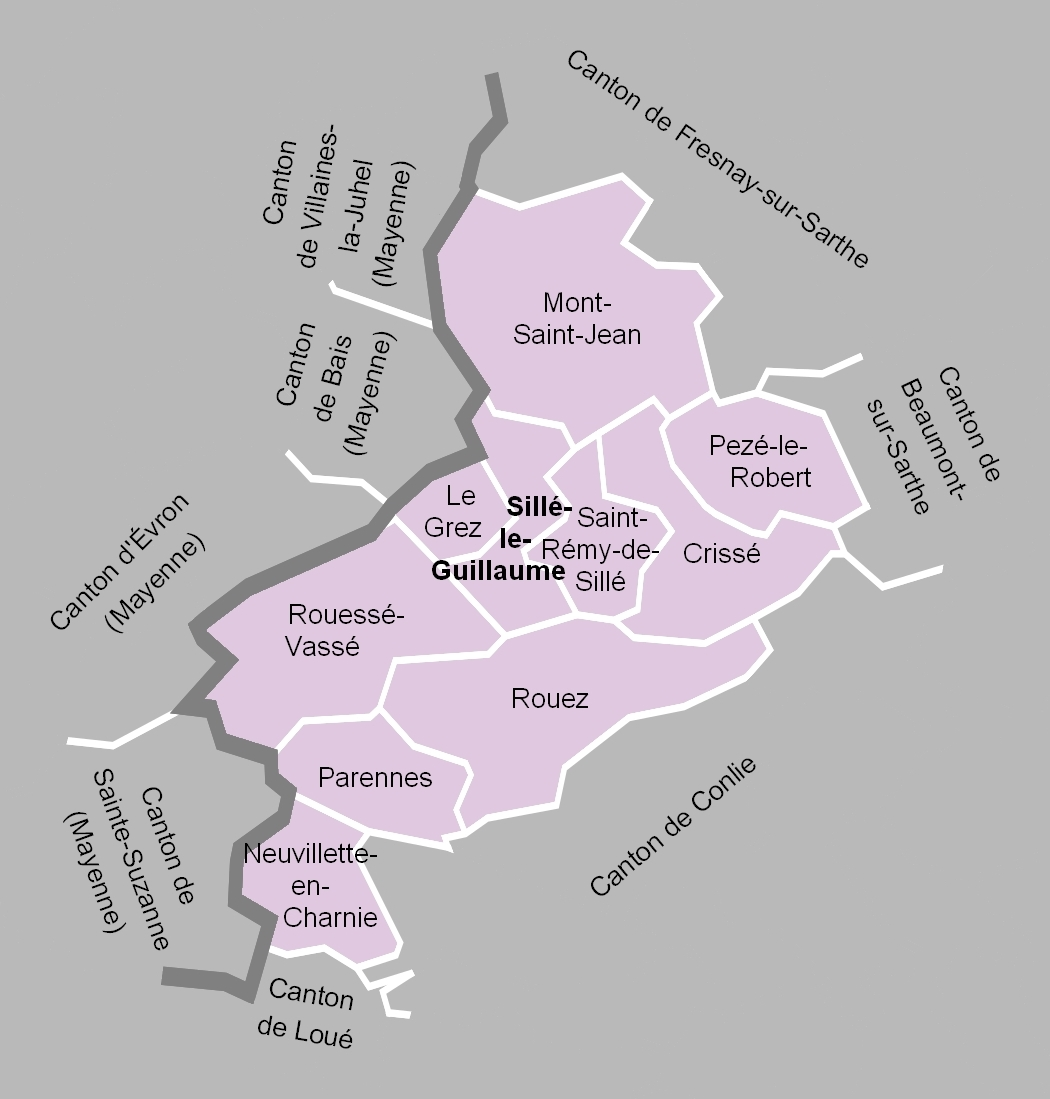
La carte des communes de l'ancien canton. Les cantons limitrophes étaient ceux de Bais, de Villaines-la-Juhel, de Fresnay-sur-Sarthe, de Beaumont-sur-Sarthe, de Conlie, de Loué, de Sainte-Suzanne et d'Évron.

Situation de l'ancien canton dans l'arrondissement de Mamers.

Le canton de Sillé-le-Guillaume groupait dix communes.
| Nom                            | Code Insee | Codepostal | Superficie (km2) | Population (dernière pop. légale) | Densité (hab./km2) |
| ------------------------------ | ---------- | ---------- | ---------------- | --------------------------------- | ------------------ |
| Sillé-le-Guillaume (chef-lieu) | 72334      | 72140      | 12,90            | 2 375 (2012)                      | 184                |
| Crissé                         | 72109      | 72140      | 20,83            | 567 (2012)                        | 27                 |
| Le Grez                        | 72145      | 72140      | 7,45             | 390 (2012)                        | 52                 |
| Mont-Saint-Jean                | 72211      | 72140      | 42,31            | 691 (2012)                        | 16                 |
| Neuvillette-en-Charnie         | 72218      | 72140      | 14,54            | 306 (2012)                        | 21                 |
| Parennes                       | 72229      | 72140      | 14,50            | 547 (2012)                        | 38                 |
| Pezé-le-Robert                 | 72234      | 72140      | 16,35            | 365 (2012)                        | 22                 |
| Rouessé-Vassé                  | 72255      | 72140      | 31,49            | 802 (2012)                        | 25                 |
| Rouez                          | 72256      | 72140      | 33,65            | 775 (2012)                        | 23                 |
| Saint-Rémy-de-Sillé            | 72315      | 72140      | 11,25            | 810 (2012)                        | 72                 |

À la suite du redécoupage des cantons pour 2015, toutes les communes sont rattachées au nouveau canton de Sillé-le-Guillaumes auquel s'ajoutent les quinze communes du canton de Beaumont-sur-Sarthe, les douze du canton de Fresnay-sur-Sarthe et treize communes du canton de Saint-Paterne.
Contrairement à beaucoup d'autres cantons, le territoire du canton de Sillé-le-Guillaume antérieur à 2015 n'incluait aucune commune supprimée depuis la création des communes sous la Révolution.

### Composition après 2015
Lors du redécoupage de 2014, le canton comprenait cinquante communes entières.
À la suite de la création de la commune nouvelle de Fresnay-sur-Sarthe au 1er janvier 2019, le canton comprend désormais quarante-huit communes entières.
| Nom                                        | Code Insee | Intercommunalité                                  | Superficie (km2) | Population (dernière pop. légale) | Densité (hab./km2) | Modifier                                    |
| ------------------------------------------ | ---------- | ------------------------------------------------- | ---------------- | --------------------------------- | ------------------ | ------------------------------------------- |
| Sillé-le-Guillaume (bureau centralisateur) | 72334      | CC de la Champagne Conlinoise et du Pays de Sillé | 12,90            | 2 192 (2022)                      | 170                | modifier les données · modifier les données |
| Ancinnes                                   | 72005      | CC Haute Sarthe Alpes Mancelles                   | 27,21            | 917 (2022)                        | 34                 | modifier les données · modifier les données |
| Assé-le-Boisne                             | 72011      | CC Haute Sarthe Alpes Mancelles                   | 28,39            | 898 (2022)                        | 32                 | modifier les données · modifier les données |
| Assé-le-Riboul                             | 72012      | CC Haute Sarthe Alpes Mancelles                   | 16,77            | 478 (2022)                        | 29                 | modifier les données · modifier les données |
| Beaumont-sur-Sarthe                        | 72029      | CC Haute Sarthe Alpes Mancelles                   | 6,64             | 1 974 (2022)                      | 297                | modifier les données · modifier les données |
| Bérus                                      | 72034      | CC Haute Sarthe Alpes Mancelles                   | 6,73             | 434 (2022)                        | 64                 | modifier les données · modifier les données |
| Béthon                                     | 72036      | CC Haute Sarthe Alpes Mancelles                   | 3,85             | 306 (2022)                        | 79                 | modifier les données · modifier les données |
| Bourg-le-Roi                               | 72043      | CC Haute Sarthe Alpes Mancelles                   | 0,36             | 335 (2022)                        | 931                | modifier les données · modifier les données |
| Chérancé                                   | 72078      | CC Haute Sarthe Alpes Mancelles                   | 10,38            | 353 (2022)                        | 34                 | modifier les données · modifier les données |
| Chérisay                                   | 72079      | CC Haute Sarthe Alpes Mancelles                   | 7,99             | 308 (2022)                        | 39                 | modifier les données · modifier les données |
| Crissé                                     | 72109      | CC de la Champagne Conlinoise et du Pays de Sillé | 20,83            | 544 (2022)                        | 26                 | modifier les données · modifier les données |
| Doucelles                                  | 72120      | CC Haute Sarthe Alpes Mancelles                   | 4,48             | 225 (2022)                        | 50                 | modifier les données · modifier les données |
| Douillet                                   | 72121      | CC Haute Sarthe Alpes Mancelles                   | 18,99            | 318 (2022)                        | 17                 | modifier les données · modifier les données |
| Fresnay-sur-Sarthe                         | 72138      | CC Haute Sarthe Alpes Mancelles                   | 29,20            | 2 909 (2022)                      | 100                | modifier les données · modifier les données |
| Fyé                                        | 72139      | CC Haute Sarthe Alpes Mancelles                   | 16,31            | 995 (2022)                        | 61                 | modifier les données · modifier les données |
| Gesnes-le-Gandelin                         | 72141      | CC Haute Sarthe Alpes Mancelles                   | 12,88            | 889 (2022)                        | 69                 | modifier les données · modifier les données |
| Grandchamp                                 | 72142      | CC Haute Sarthe Alpes Mancelles                   | 5,38             | 141 (2022)                        | 26                 | modifier les données · modifier les données |
| Le Grez                                    | 72145      | CC de la Champagne Conlinoise et du Pays de Sillé | 7,45             | 384 (2022)                        | 52                 | modifier les données · modifier les données |
| Juillé                                     | 72152      | CC Haute Sarthe Alpes Mancelles                   | 5,72             | 412 (2022)                        | 72                 | modifier les données · modifier les données |
| Livet-en-Saosnois                          | 72164      | CC Haute Sarthe Alpes Mancelles                   | 1,60             | 65 (2022)                         | 41                 | modifier les données · modifier les données |
| Maresché                                   | 72186      | CC Haute Sarthe Alpes Mancelles                   | 15,01            | 879 (2022)                        | 59                 | modifier les données · modifier les données |
| Moitron-sur-Sarthe                         | 72199      | CC Haute Sarthe Alpes Mancelles                   | 10,32            | 266 (2022)                        | 26                 | modifier les données · modifier les données |
| Mont-Saint-Jean                            | 72211      | CC de la Champagne Conlinoise et du Pays de Sillé | 42,31            | 633 (2022)                        | 15                 | modifier les données · modifier les données |
| Montreuil-le-Chétif                        | 72209      | CC Haute Sarthe Alpes Mancelles                   | 14,64            | 313 (2022)                        | 21                 | modifier les données · modifier les données |
| Moulins-le-Carbonnel                       | 72212      | CC Haute Sarthe Alpes Mancelles                   | 16,31            | 697 (2022)                        | 43                 | modifier les données · modifier les données |
| Neuvillette-en-Charnie                     | 72218      | CC de la Champagne Conlinoise et du Pays de Sillé | 14,54            | 302 (2022)                        | 21                 | modifier les données · modifier les données |
| Oisseau-le-Petit                           | 72225      | CC Haute Sarthe Alpes Mancelles                   | 8,60             | 671 (2022)                        | 78                 | modifier les données · modifier les données |
| Parennes                                   | 72229      | CC de la Champagne Conlinoise et du Pays de Sillé | 14,50            | 449 (2022)                        | 31                 | modifier les données · modifier les données |
| Pezé-le-Robert                             | 72234      | CC de la Champagne Conlinoise et du Pays de Sillé | 16,35            | 346 (2022)                        | 21                 | modifier les données · modifier les données |
| Piacé                                      | 72235      | CC Haute Sarthe Alpes Mancelles                   | 10,12            | 373 (2022)                        | 37                 | modifier les données · modifier les données |
| Rouessé-Fontaine                           | 72254      | CC Haute Sarthe Alpes Mancelles                   | 12,48            | 263 (2022)                        | 21                 | modifier les données · modifier les données |
| Rouessé-Vassé                              | 72255      | CC de la Champagne Conlinoise et du Pays de Sillé | 31,49            | 791 (2022)                        | 25                 | modifier les données · modifier les données |
| Rouez                                      | 72256      | CC de la Champagne Conlinoise et du Pays de Sillé | 33,65            | 808 (2022)                        | 24                 | modifier les données · modifier les données |
| Saint-Aubin-de-Locquenay                   | 72266      | CC Haute Sarthe Alpes Mancelles                   | 17,31            | 764 (2022)                        | 44                 | modifier les données · modifier les données |
| Saint-Christophe-du-Jambet                 | 72273      | CC Haute Sarthe Alpes Mancelles                   | 11,24            | 231 (2022)                        | 21                 | modifier les données · modifier les données |
| Saint-Georges-le-Gaultier                  | 72282      | CC Haute Sarthe Alpes Mancelles                   | 23,36            | 519 (2022)                        | 22                 | modifier les données · modifier les données |
| Saint-Léonard-des-Bois                     | 72294      | CC Haute Sarthe Alpes Mancelles                   | 27,12            | 474 (2022)                        | 17                 | modifier les données · modifier les données |
| Saint-Marceau                              | 72297      | CC Haute Sarthe Alpes Mancelles                   | 8,91             | 536 (2022)                        | 60                 | modifier les données · modifier les données |
| Saint-Ouen-de-Mimbré                       | 72305      | CC Haute Sarthe Alpes Mancelles                   | 10,63            | 914 (2022)                        | 86                 | modifier les données · modifier les données |
| Saint-Paul-le-Gaultier                     | 72309      | CC Haute Sarthe Alpes Mancelles                   | 15,15            | 276 (2022)                        | 18                 | modifier les données · modifier les données |
| Saint-Rémy-de-Sillé                        | 72315      | CC de la Champagne Conlinoise et du Pays de Sillé | 11,25            | 832 (2022)                        | 74                 | modifier les données · modifier les données |
| Saint-Victeur                              | 72323      | CC Haute Sarthe Alpes Mancelles                   | 7,06             | 438 (2022)                        | 62                 | modifier les données · modifier les données |
| Ségrie                                     | 72332      | CC Haute Sarthe Alpes Mancelles                   | 21,99            | 599 (2022)                        | 27                 | modifier les données · modifier les données |
| Sougé-le-Ganelon                           | 72337      | CC Haute Sarthe Alpes Mancelles                   | 18,11            | 832 (2022)                        | 46                 | modifier les données · modifier les données |
| Thoiré-sous-Contensor                      | 72355      | CC Haute Sarthe Alpes Mancelles                   | 5,99             | 119 (2022)                        | 20                 | modifier les données · modifier les données |
| Le Tronchet                                | 72362      | CC Haute Sarthe Alpes Mancelles                   | 3,89             | 169 (2022)                        | 43                 | modifier les données · modifier les données |
| Vernie                                     | 72370      | CC Haute Sarthe Alpes Mancelles                   | 9,90             | 339 (2022)                        | 34                 | modifier les données · modifier les données |
| Vivoin                                     | 72380      | CC Haute Sarthe Alpes Mancelles                   | 18,26            | 899 (2022)                        | 49                 | modifier les données · modifier les données |
| Canton de Sillé-le-Guillaume               | 7220       |                                                   | 694,55           | 29 809 (2022)                     | 43                 | modifier les données                        |

## Démographie

### Démographie avant 2015
| 1962  | 1968  | 1975  | 1982  | 1990  | 1999  | 2006  | 2011  | 2012  |
| ----- | ----- | ----- | ----- | ----- | ----- | ----- | ----- | ----- |
| 8 847 | 8 164 | 7 763 | 7 569 | 7 276 | 7 238 | 7 439 | 7 571 | 7 628 |

### Démographie depuis 2015
En 2022, le canton comptait 29 809 habitants, en évolution de −3,03 % par rapport à 2016 (Sarthe : −0,25 %, France hors Mayotte : +2,11 %).
| 2013   | 2018   | 2022   |
| ------ | ------ | ------ |
| 30 946 | 30 341 | 29 809 |